# Ernst Ferdinand Storch
Ernst Ferdinand Storch (3. dubna 1865 Bílence – 23. května 1938 Chomutov) byl prvorepublikový právník a dlouholetý chomutovský starosta. Do úřadu byl poprvé zvolen roku 1910. Jako člen a po určitou dobu předseda Německé nacionální strany musel z funkce starosty v prosinci roku 1933 odstoupit. V době, kdy zastával úřad starosty, se městu podařilo vyřešit problém s nedostatkem bytů, vznikla řada veřejných staveb a samotný Chomutov se díky připojení Horní Vsi významně rozrostl.

## Rodina
Ernst Storch se narodil 3. dubna 1865 v Bílencích. Jeho rodiči byli Franz Storch (1820–1892), který pracoval jako správce bíleneckého statku, a Anna Seidlerová, jejíž otec býval ředitelem červenohrádeckého panství. Během Ernstova dětství se rodina přestěhovala do Chomutova a jeho otec se stal ředitelem parního mlýna, který stával na rohu ulice Jakoubka ze Stříbra a Mánesovy.

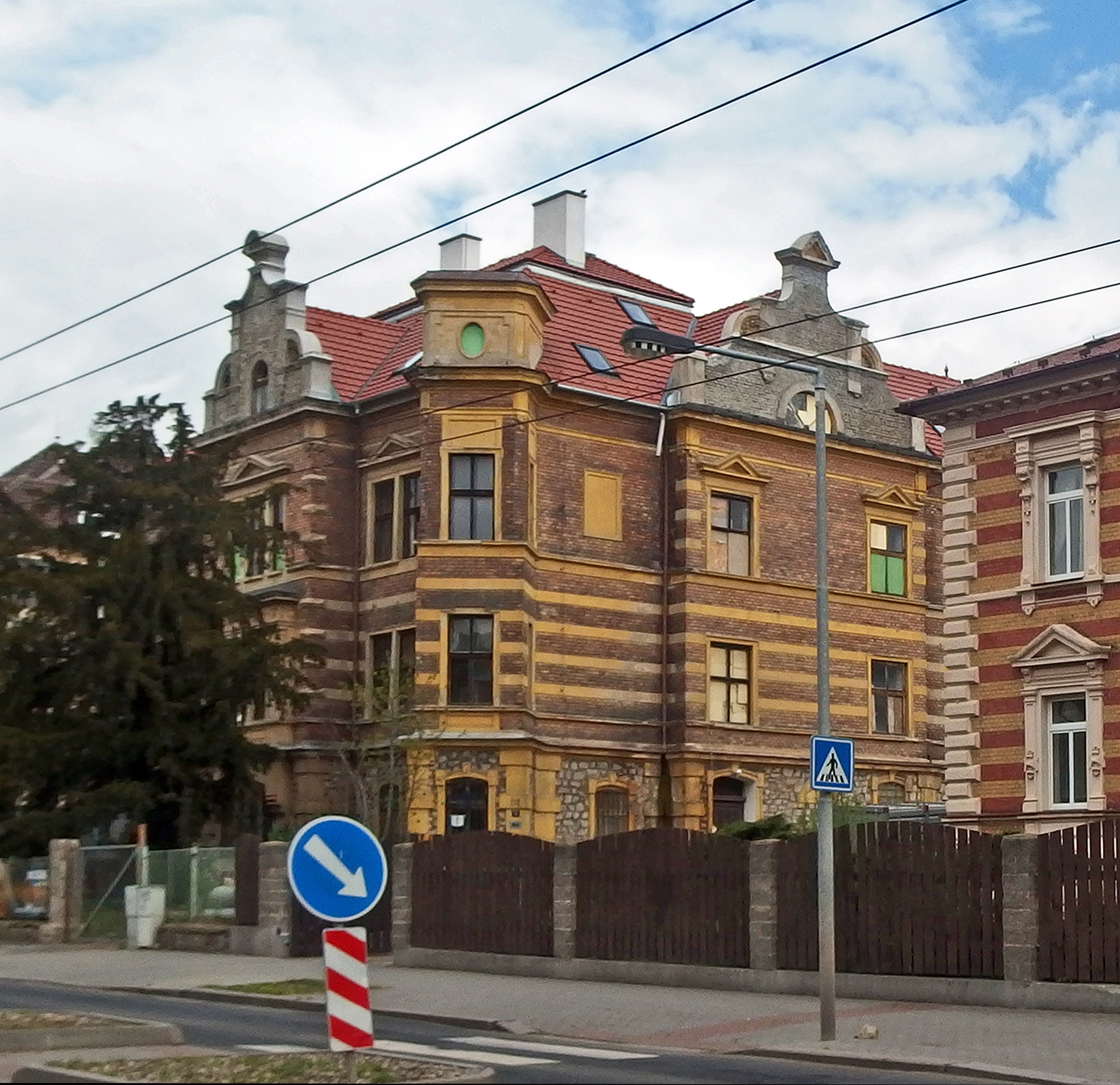
Storchova vila v Chomutově

Ačkoliv sám Ernst byl katolík, oženil se s protestantkou Annou Františkou Kateřinou Braunovou (* 1887) z braniborského Grünewaldu. Svatební obřad se konal 20. března 1907. Narodily se jim tři děti: Eberhard (* 1908), Ernst Raimund Wolfgang (* 1913) a Friedrich (* 1917). Rodina bydlela ve vile čp. 854 v chomutovské Schillerstraße, pozdější Čelakovského ulici čp. 12. Ve své vile Ernst Storch odpoledne dne 23. května 1938 zemřel.

## Kariéra
V roce 1884 mladý Ernst úspěšně ukončil studium na chomutovském gymnáziu a poté absolvoval roční vojenskou službu u 11. pěšího pluku v Praze, kde také vystudoval právnickou fakultu tehdejší Karlo-Ferdinandovy univerzity, na níž také roku 1889 získal doktorát. Po studiích pracoval u Krajského soudu v Mostě, Okresního soudu v Chomutově a v advokátní kanceláři Antona Pergelta ve Vídni.
Po návratu do Chomutova si roku 1897 otevřel vlastní advokátní kancelář a zároveň se zapojil do politického života. Ještě téhož roku se stal členem správního výboru chomutovské městské spořitelny, brzy poté velitelem měšťanských ostrostřelců a v letech 1908–1924 působil jako člen Okresního výboru Chomutov – Hora Svatého Šebestiána. Chomutovským starostou byl poprvé zvolen 30. března 1910.
Prvním velkým projektem, na kterém se v Chomutově podílel, se stala Zemská výstava německého obyvatelstva v Čechách (Deutschbömischen Landesschau) otevřená 15. června 1913. Za úspěšné provedení výstavy získal Řád železné koruny. Za veřejnou politickou a samosprávní činnost během první světové války mu byl roku 1917 propůjčen Válečný kříž za civilní službu 2. třídy.
Po vzniku Československa se významně podílel na aktivitách německé menšiny. Roku 1919 byl zvolen za člena předsednictva Svazu německých okresů a měst v Čechách (Verband deutscher Bezirke und Städte Böhmen) a ve stejném roce se na krátkou dobu stal předsedou Německé nacionální strany, u jejíhož zrodu stál. Na počátku dvacátých let však vysokou politiku opustil a věnoval se práci chomutovského starosty.
Jako starosta, kterým byl znovu zvolen v letech 1919, 1923 a 1929, se Ernst Storch podílel na řešení problému s nedostatkem bytů ve městě. Roku 1919 městská rada poskytla pozemky pro výstavbu rodinných a bytových domů a později přidala ještě dar jednoho milionu korun určených pro jejich výstavbu. Podpora se týkala pouze Němců a byty pro Čechy se stavěly bez podpory města, které později věnovalo alespoň stavební pozemky. Budovaly se také veřejné stavby. Už roku 1919 byl založen lázeňský areál u Kamencového jezera a sportovní areál u městského parku. O rok později město koupilo plynárnu a elektrárnu a v roce 1926 byla na náměstí T. G. Masaryka otevřena první česká škola. Ernst Storch stál také u založení městského archivu a muzea, které bylo v městské radnici otevřeno 8. září 1923. Od 1. srpna 1924 začala na radnici fungovat také městská knihovna.
Po pětiletém jednání se se podařilo dohodnout sloučení Chomutova a Horní Vsi, ke kterému došlo 1. srpna 1928. Počet obyvatel Chomutova tak přesáhl 32 tisíc, čímž se roku 1930 stal po Liberci druhým nejlidnatějším městem v severních Čechách. Ačkoliv zastupilestva obou obcí sloučením zanikla, Ernst Storch poté zastával pozici předsedy obecní správní komise až do jejího rozpuštění pro ztrátu důvěry dne 8. února 1929.
Dne 8. července 1929 byl Ernst Storch naposledy zvolen starostou. Během jeho posledního mandátu byla roku 1932 dokončena budova gymnázia a později Sportovní dům a budova okresního úřadu na Masarykově náměstí. Ještě před jejím otevřením však musel podle zákona č. 201/1933 o zastavování činnosti a rozpouštění politických stran jako člen Německé nacionální strany z funkce starosty v roce 1933 odstoupit. Se složením funkce opustil zároveň politický život.